# 2061 Anza
2061 Anza (1960 UA) là một tiểu hành tinh Amor được phát hiện ngày 22 tháng 10 năm 1960 bởi Henry L. Giclas ở Flagstaff (LO).